# 五島めぐ
五島 めぐ（ごとう めぐ、1970年10月20日 - ）は、日本の元AV女優。
東京都出身。

## 略歴
- 1989年、『刹那主義』でデビュー。90年代の初め頃に活躍したAV女優で、お嬢様風のルックスと、それに反するような巨乳で人気を博す。
- AV引退後はタレントに転身しVシネマやギルガメッシュないと等に出演している。

## 人物
- 単に巨乳と言うだけでなく、乳輪もシングルCDよりも大きかった[1]。
- 3サイズが異なるプロフィールがある。
  - FANZA・AV女優名鑑プロフィールでは、B:94cm W:59cm H:90cm としている[2]。
  - 「お乳上様お元気ですか」のケース裏面のプロフィールでは、B:98cm W:60cm H:90cm としている[3]。
- 趣味:音楽鑑賞[2]。スキー[4]。ディスコ、財テク[3]。
- 好きな食べ物:アイスクリーム[4]。

## 作品

### アダルトビデオ（単体作品）
1989年
- 刹那主義（宇宙企画 CB-01）＊AVデビュー作
- めぐり逢い・花弁も菊も蜜まみれ（12月10日、ロイヤルアート/バリス DP-008）
- 94cmのお年頃 バス通りでHして!! Part3（12月22日、ビップ）
- バックで突くつく（クリスタル映像） SC-05）

1990年
- 令嬢めぐ 軽井沢日記（2月10日、ジェット）
- スチュワーデス物語・秘密遊戯 美穂由紀・杉森久美子・五島めぐ（2月20日、笠倉出版社）全3名
- ウルトラの乳（3月5日、ジャパンホームビデオ）
- 放課後ぬれぬれ更衣室 五島めぐ・直木亜弓・亜美（3月20日、笠倉出版社）全3名
- 4人のめぐがめくるめく～性の迷宮（3月20日、大陸書房）
- LOVE BODY（3月21日、フェニックスビデオ）
- 巨乳クリニック 五島めぐ・加山なつ子・白石もも子（3月25日、二見書房）全3名
- こんなにお乳がはれちゃって（3月29日、クリスタル映像 SC-19）
- 投稿ビデオ 2 秘撮！シリーズ 10（4月1日、笠倉出版社）
- 乳恋し 紺の制服脱ぎすてて･･･（4月6日、ビップ）
- SUPERアタック・ビデオ 創刊号 五島めぐ・山下麻衣（4月8日、宇宙企画）
- 幼な妻 いけないFカップ ぷりぷり生中継 五島めぐ・庄司みゆき・可愛恵（4月20日、笠倉出版社）
- 宇宙企画のスーパー・ランジェリー 7 五島めぐ・小暮千絵・木田彩水 ほか（5月10日、宇宙企画）
- 性豪巨乳大会 只今爆発中（5月12日、ファイブスター FV-8804）
- 疼く淫乳もっとほしいの 菊池エリ・五島めぐ・庄司みゆき（5月20日、笠倉出版社）全3名
- レイプ惑星 サディスティック・ファンタジア（6月11日、ビッグモーカル）
- 巨乳バズーカ 5・超カップ伝説（6月21日、新東宝）
- ヘアーサロンは花マン開 いとうしいな・五島めぐ（6月22日、大陸書房）
- 座居テクのすすめ（6月22日、ロコ）
- ダイナマイトボディ 五島めぐの秘部攻撃（7月1日、ステラ）
- 淫蝕（7月5日、フリービジョン）
- あぶないデカパイ（7月11日、アリス）
- バナナ VOL.2 ナース井手・小森愛・五島めぐ ほか（7月14日、英知出版/宇宙企画）全7名
- ウルトラ・バスティ（7月16日、大洋図書）
- 乙女学園 制服調べ 五島めぐ・いとうしいな・南すみれ（8月5日、笠倉出版社）全3名
- リアルエクスタシー 5（8月9日、クリスタル映像 SC-45）
- 性豪学園 2 Fカップの秘密 五島めぐ・いとうしいな・南すみれ（8月10日、ファイブスター FV-8816）全3名
- 制服と巨乳と女体解剖 五島めぐ・白石ももこ・岡田優奈（8月20日、サクセス・ビデオ・コミュニティ）全3名
- スコラビデオマガジン ビバ!スイートエンジェルス（8月20日、スコラ）全4名 ※イメージビデオ
- となりの妹デカパイ突き愛（8月25日、九鬼）
- おっぱいがいっぱい ベスト・セレクション増刊号（8月25日、宇宙企画）全6名
- ランジェリー大会 濃縮20連発 3（8月25日、AVジャパン）全10名
- ちちまる子ちゃん（9月8日、ミス・クリスティーヌ）
- ザ・ナースメモリー 2 早瀬理沙・五島めぐ・加山なつ子（9月11日、笠倉出版社）全3名
- 鬼頭家の超乳三姉妹 五島めぐ・川原琴美・森下亜弥（10月5日、大陸書房）全3名
- Hogtie! 淑女達よ豚になれ BONDAGE FANTASY 特別編（10月20日、大洋図書）全8名
- 犯されたお嬢さまたち 巨乳レイプ（10月21日、芳友舎）全4名
- 痴漢ヌレヌレ通学電車 五島めぐ・寺崎泉・小泉ちひろ（10月25日、マドンナ社）全3名
- お元気クリニック（10月25日、東京音光）
- ナース快楽館（11月5日、AVジャパン）全5名
- ボディコンギャルの気になる秘密 五島めぐ・滝沢薔（11月19日、大陸書房）
- あぶない瞬間 超乳がいっぱい 五島めぐ・舞坂ゆい・菊池エリ ほか（11月19日、大陸書房）全5名
- 新妻 夜のランバダ 五島めぐ・渚友紀（11月20日、笠倉出版社）
- お尻も巨乳（11月23日、ロコ）
- 巨乳レイプ 犯されたお嬢様たち（11月、VHS　小さな映画会社 1994年8月1日、芳友舎）共演：工藤ひとみ、西田あかり、椎名りえ
- 超乳三姉妹の逆襲 五島めぐ・川原琴美・森下亜弥（12月5日、大陸書房）全3名
- 若奥様の生下着（12月5日、大陸書房）
- セクシー・ビザール 超乳なぶり（12月20日、大陸書房）
- 巨乳の悲劇（12月21日、コロナ社）
- 乳獣 4（ホップビデオ CX-75）
- デカパイ乳液 五島めぐ・沙也加（アダムズ PURE-003）
- 被虐の戯れ（シェール HRC-033）
- ナースメモリー禁断（せいふく舎 SE-90）
- ティシューが切れちゃう 朝までビデオ（ロコ LZA-56）
- シースルー・ザ・ランジェリー 五島めぐ・滝沢薔（アイディ出版）
- 新婚妻めぐ となりの夫婦に負けられない（クリスタル映像 SC-31）
- 乳しぼり 挑発露出（ルナ・エンタープライズ）
- 寝てみたい女（東京音光 LV-07）
- キツーイ一発 イーエックスビデオ（RAC 亜の四番）
- いてこまし天国 林由美香・五島めぐ・水城瞳（KUKI QX-119）全3名
- スーパーエクスタシー 5（せいふく舎 SE-111）全5名
- パイズリ小町（ぴあす）
- アブナイ美女倶楽部 5 PART3 五島めぐ・いとうしいな・小沢奈美 ほか（ファイブスター FV-8809）全5名
- お乳上様お元気ですか（ファイブスター FV-8848）
- 制服マンマンくらべ 五島めぐ・小沢奈美・森村あすか・工藤ひとみ ほか（ファイブスター FV-8849）全10名

1991年
- 先生のワイセツ日記 五島めぐ・中原絵美・林かづき（1月22日、笠倉出版社）全3名
- マリアナ・ベストヒット 2（2月15日、ホップビデオ）全5名
- いけない巨乳館（3月5日、笠倉出版社）全5名 ＊オムニバス作品
- めぐの一番締り（3月20日、アドテックス）
- レイプ＆レイプスペシャル 1（6月11日、コロナ社）全4名
- 超乳ハルク（7月5日、大陸書房）
- あぶないレースクィーン（7月20日、大陸書房）＊イメージビデオ
- お元気クリニック大全集 五島めぐ・荒木美操・美穂由紀（8月8日、東京音光）全3名
- ビデオ手記 わたしのいけない体験 2 乱れて燃えた熱い夜（8月、KKコスミック CV-1060）全5名 ＊オムニバス作品
- 誘惑視線 URECCO CLUB（ウレッコクラブ）（12月13日、タイムアロー）
- ボンデージ ファミリー（12月20日、大洋図書）全4名 ＊オムニバス作品
- オッパイしぼって（アライコーポレーション SH-021）
- MEGUの夢飛行（アイディ出版 CL-021）
- 秘画万華鏡（アートビデオ 1284）
- 七転八倒 三姉妹 五島めぐ・森下亜弥・川原琴美（アイディ出版 FG-010）全3名
- 充血娘 E・カップエンジェル（アップサイド・ジャパン UP-006）
- 二人静 泣き濡れる双唇 五島めぐ・遠山あかね（アールエーシー GEM-003）
- 夢のようなほんとの話（オフィス・ケイ STR-003）
- 欲情の青い花びら（アイディ出版）
- 朝から無防備（アールエーシー）
- いんらん巨乳獣（VISUAL ONE）
- 私フリーサイズです（アダムズ DD-30）
- とってもオ乳なスキャンダル（せいふく舎 JV-003）
- '92ベストツインズコレクション 10 五島めぐ・君島愛（アダムズ）

1992年
- ベスト・ボンデージ 仁科ひとみ・五島めぐ ほか（2月10日、KKコスミック）全6名
- メシベオシベ花びら（11月25日、テー・ピー・エス）

### アダルトビデオ（DVD再版作品、総集編、編集作品）
1990年
- 爆裂100（4月9日、ロイヤル・アート/TOKYOパリス P-100）多数出演 ＊パリス制作100本記念ビデオ
- 性豪巨乳大会 只今爆発中（5月12日、VHS ファイブスター FV-8804）全10名
- AV TOP ギャルズベスト10 あぶない贈り物（7月5日 笠倉出版社 AJV31-10）全10名
- おっぱいがいっぱい ベスト・セレクション増刊号（8月25日、宇宙企画）全6名
- ランジェリー大会 濃縮20連発 3（8月25日、ファイブスター FV-8808）全10名
- ランジェリー大会 濃縮10連発 3 樹まり子・桂木美雪・松本まりな・五島めぐ・結城ゆかり（10月5日、笠倉出版社 AJV31-40）全5名　1990年
- ナース快楽館（11月5日、ファイブスター FV-8835）全5名

1991年
- 巨乳ベストセレクション '91（1月5日、大陸書房）全13名
- いけない巨乳館 樹まり子・渚友紀・五島めぐ ほか（3月5日、笠倉出版社）全5名
- 超乳 ベスト・セレクション（4月5日、大陸書房）全9名
- 巨乳ギャルズベスト 10（4月20日、笠倉出版社）全10名
- AVトップギャル6人THE ONANIE（5月20日、笠倉出版社）全6名
- スパークエクスタシー（6月8日、大陸書房）全10名 ＊オムニバス作品
- AV TOPギャルズベスト10 あぶない贈り物（7月5日、笠倉出版社）全10名
- 超乳スーパーセレクション（8月8日、KKコスミック）全5名
- お元気クリニック大全集 美穂由紀・荒木美操・五島めぐ（8月8日、東京音光）全3名
- あぶない制服 VS ランジェリーSPECIAL 25（10月5日、笠倉出版社）全25名
- ナースメモリースペシャル 2（せいふく舎 SE-129）全5名 ＊オムニバス作品
- 20コのチチまるこちゃん 樹まり子・御藤静 他（ファイブスター FV-8861）全10名

1992年
- 乳房時代 25 藤本聖名子・葉山レイコ・河合美果 他（1月15日、笠倉出版社 CAV32-88）全25名
- ネーちゃんのぶっとい乳房（2月25日、KKタイリク TFO-22）全10名
- ナース天国SPECIAL（7月1日、笠倉出版社）全20名
- 乳乱・絶頂淫舞（7月、KKコスミック）全10名 ＊オムニバス作品
- 淫乱病棟 白衣の内側（イメージボックス SA-16）
- 夏彦のD乳コレクション 2 樹まり子・五島めぐ・木田彩水（イメージボックス/ホルスタイン・カンパニー HL-02）全3名

1993年
- AVギャル烈伝 2（6月21日、笠倉出版社）全33名
- AVギャル烈伝 3（7月22日、笠倉出版社）全28名
- AV巨乳10年史 2（8月16日、笠倉出版社）全25名
- The Onanie いけない指遊び（アルテック YY-001）全5名 ＊オムニバス作品
- マゾ巨乳十文字縛り（イメージボックス/変態倶楽部 HC-06）
- 濡れまくる女達 1 樹まり子・立原友香・五島めぐ（イメージボックス WT-01）全3名
- 巨乳クィーンのぶっとい乳房 2（イメージボックス/ホルスタインカンパニー HL-12）全11名

1994年
- 巨乳バズーカ 10コのデカパイ 2（2月、オー・ケイ出版社）全5名
- AV10年史 2（4月29日、VIP）全13名
- レンタルAV10年史 トップ20コレクション特選版 制服大図鑑（5月25日、二見書房 MV-103）全20名
- AV巨乳年鑑 1 33名のSEXバトル大会（11月4日、笠倉出版社）全33名
- スーパーD乳コレクション（11月4日、イメージボックス MD-11）全10名
- ドスケベONANIE大全集 3 樹まり子・五島めぐ・御藤静・岡本百合 他（オデッセウス出版 AB-0062）全5名
- 揺れるミルクタンク 2 菊池えり・加山なつ子・五島めぐ ほか（イメ－ジボックス DJ-007）全6名

1995年
- コレクター北条満編集 4 SM狂い淫乱女20人（5月15日、イメージボックス AB-0127）全20名
- コレクター北条満編集 6 3P スワップ狂い 淫乱女15人（6月15日、イメージボックス AB-0137）全15名
- コレクター北条満編集 7 オ●ニー狂い 淫乱女20人（11月25日、イメージボックス AB-0142）全20名

1996年
- 美乳・巨乳15年史 ぼよよん編（8月30日、芳友舎）＊オムニバス作品 全15名
- 大巨乳 ワイド90分 2（9月24日、笠倉出版社 AJV-7689）全25名

1997年
- AV巨乳15年史ワイド90分 2（10月27日、笠倉出版社 AJV77-92）全25名

1998年
- ゴールデンカップス 2（6月4日、クリスタル映像）全10名

1999年
- 極乳 ナース軍団（4月23日、笠倉出版社）全10名
- 聖女伝説 2（DVD　デジタルメディアネットワーク VVD-002）全5名

2000年
- リバイバルコレクション210min GOLD 五島めぐ・白石麻美・水野理沙 他（3月24日、ビッグモーカル）
- 20世紀FUCK Vol.2 イヴ・木田彩水・憂花かすみ・五島めぐ ほか（5月26日、メディアバンク）全20名
- 爆裂100+1 蘇る100人の女神伝説（8月25日、ロイヤルアート）全100名 ＊オムニバス作品
- 美乳×巨乳 CLIMAX 20 五島めぐ・卑弥呼・杉本ゆみか・沢口みき・橘ますみ 他（10月27日、クリスタル映像）全20名 ＊オムニバス作品
- 最強の巨乳コレクションズ（11月24日、ロイヤルアート）全12名
- アトラス MEGA MIX 3 昇天する女神たち（12月13日、アトラス21 A00-121）全18名

2001年
- MEGA-MIX 3（1月24日、アトラス21 AVD-47）全18名
- AV20年史 3（3月23日、デジタルドリーム）＊オムニバス作品
- BUSTY 五島めぐ・冴島奈緒・いとうしいな・樹マリ子 他 全12名（3月23日、メディアバンク）
- Allure 2000 vol.1（8月17日、メディアバンク）全8名
- フェアエストREMIX 3（10月19日、グラフィティジャパン）全17名
- 放課後エロス（12月14日、メディアバンク）全9名 冴島奈緒 いとうしいな 森村あすか 木田彩水 五島めぐ 岬まどか 森川いづみ 小沢奈美 小林里穂
- お宝コレクション 冴島奈緒・五島めぐ（12月21日、デジタル・コミュニケーションズ）

2002年
- 制服の聖女たち（10月5日、デジタルメディアネットワーク VVD-004）全6名
- AV20年史 Deluxe 2（12月20日、デジタルドリーム）全100名

2003年
- 巨乳20年史 Deluxe（1月24日、デジタルドリーム）全100名
- 「AV15年史」DVD完全版（3月10日、ビデオバンク）
- REVIVAL COLLECTION 7 よみがえるAV黄金期の女優たち 3 鮎川真理 五島めぐ クミコ・グレース 後藤えり子 吉川りりあ（写真集+DVD）（4月20日、鹿砦社 RS-07）全5名
- 爆烈 女優(100+1)+素人(100+2)=203人も見れちゃうって本気(マジ)っすか!?（7月11日、ロイヤルアート MKDV-097）全203名 ＊オムニバス作品
- ナース20年史 Deluxe 1（7月18日、デジタルドリーム）全30名 ＊オムニバス作品
- THE 巨乳FUCKER 4時間（10月24日、メディアバンク）
- 聖女伝説 2（11月1日、ディジタルメディアネットワーク）＊オムニバス作品

2004年
- 女子校生20年史 Deluxe 2（9月10日、デジタルドリーム DAJ-045）全15名
- LEGEND GIRLS 3（11月5日、HRC TBD-049）全5名

2005年
- 悶絶!爆乳娘4時間!! 桜井彩美・大浦あんな・麗華・五島めぐ（1月14日、アリスJAPAN）全4名
- Legend 五島めぐ（2月25日、ロイヤルアート MKDV-164）＊「めぐり逢い」を収録
- DECADE 五島めぐ（12月16日、ピエロ）

2006年
- Actrice 5 1985～1995 美乳AVアイドル Best 12（9月5日、アイザックTOKYO ZD-09）全12名

2007年
- Legend VOL.15 五島めぐ（3月23日、エー・エス・ジェイ）＊「セクシー・ビザール・超乳なぶり」「超乳ハルク」「ナースメモリー禁断」「ヘアーサロンは花マン開」を収録
- 巨乳絶叫レイプ 五島めぐ・藤本聖名子・工藤ひとみ ほか（10月31日、ビデオバンク）全8名

2008年
- I LOVE 五島めぐ（4月30日、ロデオドライブ）

2009年
- 夜のAVヒットスタジオ ゴージャス300分（9月15日、群雄社 GYR-03）全10名

2010年以降
- DECADE EX 25 五島めぐ SP（2010年7月16日、ピエロ）
- DECADE EX 26 お宝映像全て見せます 40連発4時間 1 相原めぐみ・いとうしいな・五島めぐ ほか（2010年7月30日、ピエロ）全40名
- Legend Special VOL.47 五島めぐ（2010年11月19日、エー・エス・ジェイ）＊「めぐり逢い」「巨乳の悲劇」「お元気クリニック」を収録
- 夢の11連発 VOL.4（2011年10月9日、AGA）全11名
- 巨乳AV女優の頂点 1980ー90年代セレクション 松坂季実子・橘ますみ・藤谷しおり・五島めぐ 他（2012年2月13日、オールアダルトジャパン AAJ-007）全24名
- AV女優100人 3 超人気女優から、幻の女優まで（2012年6月13日、オールアダルトジャパン AAJ-027）全24名
- AV30記念 クリスタル映像 THE BEST 100人8時間SP（2012年8月13日、クリスタル映像）全100名
- 伝説の巨乳 五島めぐ・いとうしいな（2012年10月25日、アヴァ）＊「秘画万華鏡/五島めぐ」「伝説の巨乳/いとうしいな』を収録

発売日不明
- 異常フェロモン巨乳獣（VHS グレイビィインターナショナル GV-006）
- 信じられないデカパイ娘（VHS スメルカンパニー BML-008）
- 巨乳味くらべ大胆無敵 2 五島めぐ・白石もも子・椎名このみ（VHS リイド社 LV-1045）全3名 ＊アイドルビデオ ＊オムニバス作品
- 烈慰羅 五島めぐ・渡辺ちひろ・鮎川真理（VHS アールエーシー SS-035）
- VINBO 22 AVギャルNEWフェイス大図鑑（VHS フジテレビ SS-035）
- 驚愕の乳獣 いとうしいな・五島めぐ（VHS チェックメイトジャパン）
- パワフルスーパービデオ DOKIDOKI 5 五島めぐ・小泉ちひろ 他（VHS リイド社 LV-1050）
- 微少女 VOL.08 五島めぐ（VHS パステル PS-008）※イメージビデオ
- 乳淫患者（VHS トムキャットプランニング TC-003）
- 超エログロ 寺崎泉・五島めぐ（VHS スタジオ･ウルトロン ULT-003）
- コレクター北条満編集 6 SM狂い・淫乱30人（VHS コレクターズ・システム販売 HJM-06）全30名
- コレクター北条満編集 7 3P乱交狂い・淫乱30人（VHS コレクターズ・システム販売 HJM-07）全30名
- コレクター北条満編集 騎乗位狂い狂い淫乱女20人（VHS イメージボックス MD-22）全20名
- コレクター北条満編集 44 完全絶頂コレクション痙攣60人D（VHS コレクターズ・システム販売 HJM-44）全60名
- コレクター北条満編集 49 完全絶頂コレクション痙攣60人I（VHS コレクターズ・システム販売 HJM-49）全60名

### 映画
- 若奥様の生下着 いかせて!（1990年6月22日、エクセス）監督:光石富士朗[5]
- 乙女物語 お嬢様危機イッパツ!（1990年12月8日、バンダイ・学習研究社・鎌倉スーパーステーション　※一般映画）監督:内藤忠司[6]
- 若奥様狩り 性感帯をなぶれ!（1991年5月31日、エクセス）監督:金田敬[7]
- 実写本番ONANIE（1991年8月10日、新東宝映画）（改題『FカップONANIE　巨乳いじり』『全裸現場　アダルトビデオの作り方』）監督:鈴木敬晴[8]
- いんらんonanie 変態夫婦（1991年10月10日、エクセス）監督:新田栄[9]

### Vシネマ・オリジナルビデオ
- 巨乳ハンター2 アドベンチャー・サマー（1990年12月25日、東北新社）監督:小林俊夫[10]
- なまたまご（1993年3月21日、アスク講談社）監督:寺田敏雄[11]

### テレビ
- ギルガメッシュないと（1992年3月28日・5月30日、テレビ東京系列）[12]

## 書籍

### 写真集
- SUPER NUDE COLLECTION IV 桜樹ルイ・木田彩水・五島めぐ・あいだもも 他 全27名（1991年1月10日、スコラ）ISBN 9784796295093
- 女性アイドル写真集 Big Melon 仁科ひとみ・希志真理子・美咲舞・五島めぐ 他（1991年7月20日、大陸書房）
- ピラミッド写真文庫 スーパービザール・コレクション いとうしいな・五島めぐ 他（1991年12月24日、大陸書房）撮影:大木真澄 ISBN 9784803338034
- ボンテージ写真集 曼陀羅 五島めぐ・北岡錦 他 全13名（1992年8月25日、メディアックス）撮影:小野麻早
- 斉木弘吉写真集 NOON＆MOON 河合美果・工藤ひとみ・高見沢杏奈・五島めぐ 他 全25名（1992年10月20日、ぶんか社）撮影:斉木弘吉 ISBN 9784821120024
- REVIVAL COLLECTION 7 よみがえるAV黄金期の女優たち 3 鮎川真理 五島めぐ クミコ・グレース 後藤えり子 吉川りりあ（写真集+DVD）（2003年4月20日、鹿砦社 RS-07）ISBN 9784846305017 全5名

### 雑誌
- デラべっぴん 1990年1月号（英知出版）
- ビデオ・ザ・ワールド 1990年2月号、1996年5月号（コアマガジン）
- GORO 1990年3月8日号（小学館）
- オレンジ通信 1990年3月号、9月号、1991年4月号（東京三世社）
- ベストカメラ 1990年4月号、6月号（少年画報社）
- 写真Jack 1990年4月号 VOL.5、1991年2月号 Vol.10（大洋書房）
- モンロー・ハウス 1990年4月号（三和出版）
- 純情エンジェル 1990年4月号、5月号、10月号、1991年1月号（蒼竜社）
- ACTRESS 1990年5月号、6月号、9月号、1991年5月号（リイド社）
- 魅惑のランジェリー 1990年6月号（光彩書房）
- Mr. Dandy 1990年6月号（サンデー社）
- MAJOHOUSE 1990年8月号（大洋書房）
- GIRL Friends 1990年9月号、10月号、1991年2月号（若生出版）
- ベストビデオ 1990年10月号（三和出版）
- TOPTEN 1990年10月号（若生出版）
- さくらんぼ 1990年10月号、1991年3月号、5月号、6月号、11月号（大洋図書）
- ザ・ベストMAGAZINE 1990年10月号（KKベストセラーズ）
- BEST LINGERIE 1990年11月号（光彩書房）
- アップル通信 1990年11月号（三和出版）
- 遊 AVデラックス 1990年12月5日号（日本文芸社）
- TOP TEN MATE 1990年12月号、1991年4月号、1993年7月号（若生出版）
- SUPER Beppin 1990年12月号（英知出版）
- KISS ME SEXY PHOTO COLLECTION（1991年1月25日、司書房）
- GRACE 1991年1月号（若生出版）
- S＆Mスナイパー bis 1991年1月号（ミリオン出版）
- S＆Mスナイパー オリジナル NO.9（1991年2月25日、ミリオン出版）
- ザ・ヒット ホット・アルバム PART3（1991年3月1日、三和出版）
- QUEEN LIGERIE（1991年3月15日、司書房）
- Beppin 1991年3月号（英知出版）
- ぎゃる～る 1991年4月号（ダイアプレス）
- ビデオ情報 1991年5月19日（日本文芸社）
- ザ・トップ MAGAZINE 1991年5月号（ダイアプレス）
- ランジェリー・コレクション No.10（1991年7月15日、光彩書房）
- 女体緊縛100景 愛奴コレクション100 S＆Mスナイパー増刊（1991年8月25日、ミリオン出版）
- ランジェリー・コレクション No.12（1992年1月20日、光彩書房）
- 美少女通信 1992年7月号（サン出版）
- Exsister Vol.12 デラべっぴん 1992年08月号増刊（英知出版）
- TOPAZ 1993年4月号（英和出版社）
- 20世紀AV女優お宝動画100（2010年2月1日、ミリオン出版）※DVD付
- セクシーランジェリー No.3（辰巳出版）
- ラバーフェティッシュ VOL.1（桜桃書房）
- BONDAGE STAR（ミリオン出版）

### コミック
- AVギャル初体験物語(2) 林かづき 五島めぐ 早瀬理沙 田中露央沙 桜樹ルイ 寺崎泉（著者:葉月かずお）（1991年4月10日、日本文華社）ISBN 9784821193356 全6名